# Sáregres
Sáregres è un comune dell'Ungheria di 801 abitanti (dati 2001). È situato nella contea di Fejér.